# كرسول متوسط
كرسول متوسط (الاسم العلمي:Crassula intermedia) هو نوع نباتي يتبع جنس الكرسول من فصيلة الكرسولية.